# Сарбель
Сарбе́ль-Міхае́ль Маронітіс (грец. Σαρμπέλ-Μιχαήλ Μαρωνίτης, араб. شربل-ميكائيل مارونيتيس, англ. Sarbel-Michael Maronitis, нар. 14 травня 1981, Лондон, відомий як Сарбель) — грецький поп-співак.

## Біографія

### Дитячі роки
Сарбель Міхаель Маронітіс народився і виріс в Лондоні у родині грецького співака та музи́ки бузукі Еліаса та матері, що має ліванське коріння, правниці за фахом. Отримав освіту в лондонському єзуїтському коледжі Св. Ігнація. Сарбель навчався вокалу і мистецтву театрального виконавця. Співочий хист хлопця був помічений дуже рано — ще дитиною і до 16 років він був задіяний у співах в опері Ковент-Гарден.

### Музична кар'єра
У 18-річному віці Сарбель вирушив на Крит, де працював упродовж 7 місяців, виконуючи пісні знаменитих виконавців минулих років. 
Саме на цей період припадає захоплення Сарбеля грецькою музичною культурою, народними танцями та звичаями греків. Він познайомився з Панайотісом Стергіу та Яннісом Дуламісом, а ще за деякий час під популярним лейблом Sony BMG вийшов його дебютний альбом «Parakseno Sinesthima».

#### 2004—2005:Parakseno Sinesthima
У 2004 році Сарбель записав свій перший сингл Se Pira Sovara. У його основі була східна пісня Sidi Mansour. Сарбель співав її дуетом з грецькою співачкою Ірині Меркурі (грец. Ειρήνη Μερκούρη). Са́ме вона представила Сарбеля фанатам у Греції, Лівані, на Кіпрі. 
А наступного, 2005-го був випущений перший сольний альбом Сарбеля Parakseno Sinesthima.

#### 2006:Sahara
У липні 2006 року Сарбель випустив другий альбом Sahara. Паралельно співак записав дует з грецькою поп-виконавицею Наташа Теодоріду (грец. Νατάσα Θεοδωρίδου) «Na' Soun Thalassa», що до платівки ввійшов як бонус-трек.

#### 2007: Євробачення таSahara: Euro Edition
Враховуючи зростаючу популярність Сарбеля, Грецьке Телебачення запросило співака на національний відбір з метою надати йому шанс вибороти право представляти країну на престижному європейському фестивалі пісні Євробачення. 
28 лютого 2007 року Сарбель виграв національний відбір на Євробачення-2007, набравши 39,69 % від загалу голосів. Після перемоги співак здійснив промо-тур Європою й зняв відеокліп (промо-відео) на пісню Yassou Maria.
А 12 березня 2007 року було перевидано альбом Sahara під назвою Saraha: Euro Edition — вже для європейських прихильників і з включенням пісні Yassou Maria як бонусу. Сингл Yassou Maria було видано 7 березня 2007 року. Диск містив як національну (грецьку), так і англомовну (на конкурс) версії пісні, а також пісню Enas Apo Mas' та дует з Кемероном Картіо (англ. Cameron Cartio).
Пісня, обрана для Сарбеля на Євробачення-2007, — Yassou Maria («Привіт, Маріє !») була написана тими ж авторами, що створили чимало хітів для Єлени Папарізу (станом на 2009 рік єдиної переможиці конкурсу від Греції), однак посіла лише 7-е місце у фіналі музичного фкстивалю в Гельсінкі.

#### від 2008:Kati San Esenaі актуальність
Новий сингл Сарбеля «Eho Trelathei» був презентований у фіналі грецького національного відбору на Євробачення 2008. Трохи згодом його було видано на CD; на пісню «Eho Trelathei» також знятий відео-кліп. 
У червні 2008 року Сарбель випустив свою нову (5-ту за ліком) платівку — «Kati San Esena».
Співак був зіркою-гостем на національному відборі на Євробачення 2009 від Кіпру, де виконав три пісні та поспілкувався з публікою. 
У липні 2009 року Сарбель здійснив реліз двох треків на CD-синглі Mou Pai. Другий трек CD має назву So Perfect і цікавий тим, що написаний повністю Сарбелем — раніше співак заявляв, що ще підлітком написав декілька пісень, і це одна з них.
На зиму 2010 року запланований спільний гастрольний тур Сарбеля та грецької поп-зірки світового рівня Йоргоса Мазонакіса Австралією, а навесні має вийти новий сингл співака.

## Дискографія
Альбоми:
- 2004: Parakseno Sinesthima (Греція #9) Золотий
- 2006: Sahara (Греція #9)
- 2008: Kati San Esena (Греція #6)
- 2009: Sarbel (Греція #11)

Дуети:
- 2004: «Se Pira Sovara» (за уч. 'Іріні Меркурі)
- 2005: «Agapi Mou Esy» (спільно з Іріні Меркурі)
- 2006: «Na 'Soun Thalassa» (спільно з Наташа Феодоріду)
- 2006: «E! Kai Loipon» (за уч. Apo/stoloi, і Анакс)
- 2006: «San Kai Mena Pouthena» (спільно з Ванесса Адамопулу)
- 2006: «Spirto Esi-Fotia Ego (Ti Kala Pou Tha 'Tane)» (за уч. 'Кіанна Джонсон)
- 2006: «Mi Chica» (спільно з Камерон Картіо)
- 2023: «I Kardia Mou Kanei Bam» (за уч. 'Рена Агері)

Сингли:
- 2011: «Kafto Kalokairi»
- 2011: «Pou Na Girnas»
- 2013: «Proti Ptisi»
- 2021: «To Party Arhizei»
- 2021: «Mou Heis Parei Mialo»

Відеокліпи:
- 2004: «Se Pira Sovara» (за уч. Іріні Меркурі)
- 2005: «Sokolata»
- 2005: «Thelo Na Petakso»
- 2006: «Takse Mou»
- 2006: «Enas Apo Mas»
- 2007: «Yassou Maria» (Промо-відео)
- 2007: «Yassou Maria» (Офіційний відеокліп)
- 2008: «Ola Dika Sou»
- 2008: «Echo Trelathei»
- 2009: «Mou Paei»
- 2011: «Kafto Kalokairi»
- 2011: «Pou Na Girnas»
- 2021: «Mou Heis Parei Mialo»
- 2023: «I Kardia Mou Kanei Bam» (за уч. 'Рена Агері)

## Виноски
1. ↑  http://www.sonybmg.gr/page/artist/artists_greek.asp?art_id=41
2. ↑  Live from Athens (англійською) . Архів оригіналу за 11 березня 2012. Процитовано 27 березня 2008. [Архівовано 2012-03-11 у Archive.is]